# Gli orsi hippy
Gli orsi hippy (The Hillbilly Bears) è una serie televisiva animata statunitense del 1965, creata da William Hanna e Joseph Barbera.
Trasmesso come segmento di The Atom Ant/Secret Squirrel Show, che comprendeva le serie animate La formica atomica, Super Segretissimo, Precious Pupp, Squiddly Diddly e L'amabile strega, è incentrata su una famiglia di orsi montanari.
La serie è stata trasmessa per la prima volta negli Stati Uniti su NBC dal 2 ottobre 1965 al 7 settembre 1967, per un totale di 26 episodi ripartiti su due stagioni. In Italia è stata trasmessa sulle televisioni locali, all'interno di Ciao Ciao, dal 20 novembre 1980.

## Episodi
1. "Detour For Sure" (1965)
2. "Woodpecked" (1965)
3. "Anglers Aweigh" (1965)
4. "Stranger Than Friction" (1965)
5. "Goldilocks and the Four Bears" (1965)
6. "Going, Going Gone Gopher" (1965)
7. "Courtin' Disaster" (1965)
8. "Picnic Panicked" (1965)
9. "Judo Kudos" (1965)
10. "Just Plane Around" (1965)
11. "War Games" (1965)
12. "Bricker Brats" (1965)
13. "Slap Happy Grandpappy" (1965)
14. "Do the Bear" (1965)
15. "Pooped Pops" (1965)
16. "Leaky Creek" (1965)
17. "My Fair Hillbilly" (1965)
18. "Rickety-Rockety-Raccoon" (1965)
19. "Modern Inconvenience" (1965)
20. "Rabbit Rumble" (1965)
21. "Speckled Heckler" (1966)
22. "Whirly Bear" (1966)
23. "Saucy Saucers" (1966)
24. "Chipper Chirper" (1966)
25. "Gettin' Paws Goat" (1966)
26. "Buzzin' Cuzzins" (1966)